# Partículas en suspensión
Las partículas en suspensión (total de partículas suspendidas: TPS) (o material particulado (PM))  son mezclas de partículas sólidas o líquidas dispersas en la atmósfera y que se caracterizan por su pequeño tamaño que hace que permanezcan en suspensión estacionaria en el aire durante periodos largos de tiempo, que pueden variar de unas pocas horas a varios meses e incluso años. Su presencia en el aire puede ser debida a causas naturales (huracanes, actividad volcánica, etcétera) o de origen antropogénico, es decir, como consecuencia de la actividad humana (explotación de canteras, quema de combustibles, tráfico, entre otras).
Varios son los factores que determinan el tiempo de permanencia de estas partículas en suspensión en el seno del aire. En general, las partículas relativamente grandes retornan rápidamente a la superficie terrestre tras su emisión a la atmósfera. Excepto que las partículas sean de muy baja densidad, la mayor parte de las partículas de diámetro superior a 10 µm solo pueden sustentarse en el aire por medio de fuertes corrientes convectivas ascendentes o vientos de cierta velocidad. Si las partículas son muy pequeñas (<0,02 µm) su tiempo de permanencia en el aire también es muy corto, del orden de unas pocas horas, ya que coagulan rápidamente por colisión con otras partículas o incrementan su tamaño debido a fenómenos de condensación, a menudo favorecidos por el descenso de la temperatura o por el aumento de la humedad relativa. Sin embargo, las partículas con tamaños intermedios, entre 0.01 y 1 µm son capaces de permanecer suspendidas en el aire durante largos periodos de tiempo, de varios meses, lo que facilita su traslado y difusión atmosférica movidas por los vientos.

## Efectos de las partículas en suspensión
Las partículas contaminantes atmosféricas no son idénticas física y químicamente, sino que están constituidas por una amplia variedad de tamaños, formas y composiciones químicas. Algunas son nocivas para la salud, alteran las propiedades de la atmósfera ante la luz solar o reducen la visibilidad.
Desequilibrio de la radiación terrestre y en el clima
Las párticulas en suspensión juegan un importante papel en la química de la atmósfera. Muchas de las reacciones entre componentes atmosféricos, contaminantes o no, se producen en la superficie del material particulado o en el agua absorbida en la superficie de las partículas y en muchos casos, estas partículas actúan como núcleos de condensación que facilitan la formación de nubes, nieblas o la misma lluvia, por lo que su presencia en la atmósfera tiene un significativo efecto sobre la climatología. Otros efectos, también relacionados con material particulado son de tipo físico y tienen que ver con los efectos ópticos que producen. Las partículas de menor diámetro (< 0.1 µm) dan lugar a dispersión de la luz por efecto Rayleigh, mientras que las de diámetro comprendido entre 0.1 – 1 dan lugar a efectos de interferencia. Dado que este diámetro es similar a la longitud de onda de la radiación visible, las propiedades dispersantes de este tipo de partículas es especialmente significativo, generando pérdida de visibilidad y efectos de enfriamiento del aire. Sin embargo, algunos tipos de partículas, debido a su composición química, capaz de absorber radiación infrarroja, producen el efecto contrario, contribuyendo al calentamiento de la atmósfera.
Efectos nocivos sobre la salud

La mayor importancia del material particulado de la atmósfera está en relación con los efectos sobre la salud. Las partículas relativamente grandes, de diámetro mayor de 10 µm, apenas penetran en el sistema respiratorio, quedando retenidas en la cavidad nasal y en la faringe, de donde son fácilmente eliminadas mediante los mecanismos habituales de secreción mucosa, estornudo, etc. Sin embargo, las partículas de menor tamaño pueden penetrar hasta la zona bronquial, pudiendo alcanzar los alveolos pulmonares, donde se acumulan con el tiempo, ya que su expulsión mediante mecanismos fisiológicos es prácticamente imposible. Esta situación, a la larga, conlleva importantes efectos sobre la salud de las personas expuestas, como agravamiento del asma, incremento de los casos de cáncer, enfermedades cardiovasculares y en general un aumento de la mortalidad y la morbilidad. En 2021, en una publicación del Journal Environmental Research, se concluyó que las partículas que viajan en los gases que recalientan el planeta causan el 20% de las muertes prematuras mundiales

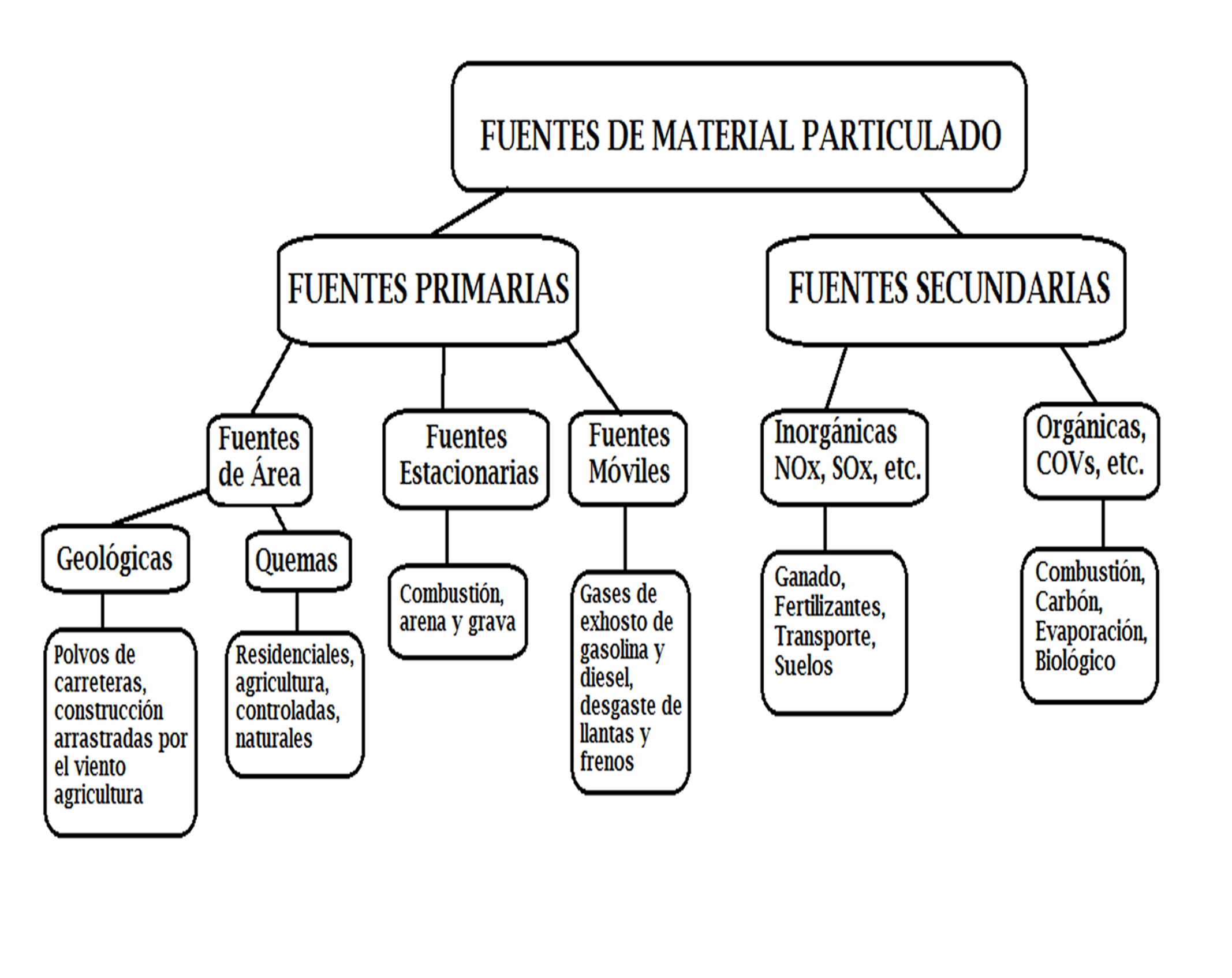
Esquema de clasificación de las fuentes de emisión de partículas.

## Origen y composición de las partículas atmosféricas

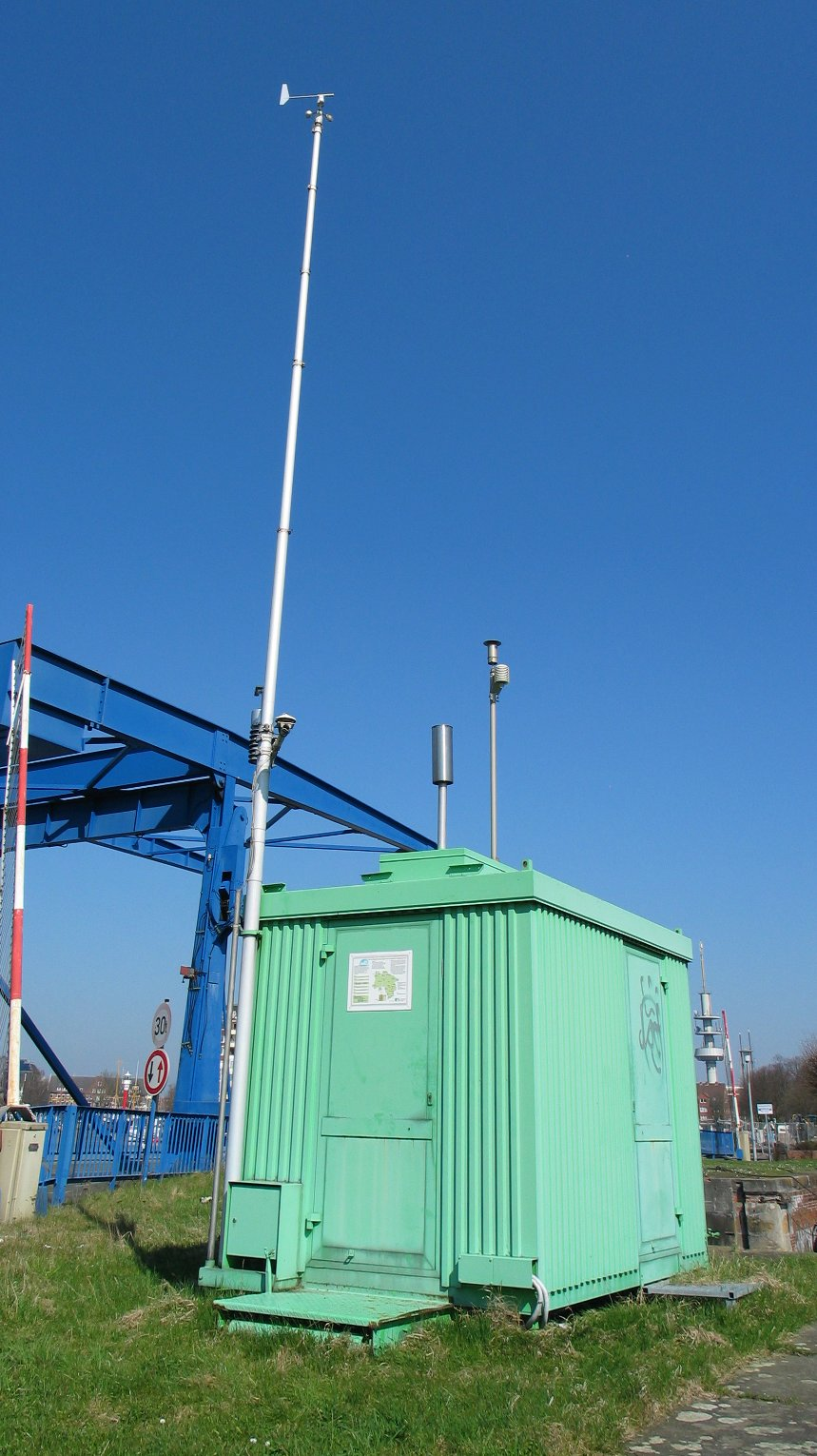
Estación medidora de polución atmosférica en Emden, Alemania

Las partículas gruesas empiezan su existencia como materia aún más gruesa, ya que se originan básicamente por desintegración de fragmentos grandes de materia. Muchas de las partículas grandes del polvo atmosférico, particularmente en áreas rurales, se originan en el suelo o en rocas. Las actividades humanas, como la quema de combustibles fósiles en vehículos o centrales térmicas, la quema de rastrojos, las torres de refrigeración, estufas de leña y varios procesos industriales también generan cantidades significativas de partículas. Además de estas dos fuentes primarias, las partículas pueden originarse por procesos secundarios de reacción de gases contaminantes en la atmósfera.
| Componente           | Origen                                                          |
| Material carbonáceo  | Humo, quema de combustibles                                     |
| Na+, K+, Ca2+, Mg2+  | Sal marina y polvo arrastrado por el viento                     |
| SO42-                | Quema de combustibles fósiles (carbón y derivados del petróleo) |
| NO3-                 | Motores de combustión interna                                   |
| NH4+                 | Desechos de origen animal (estiércol, purines, etc.)            |
| Cl-                  | Sal marina. Quema de materiales clorados                        |
| Minerales insolubles | Polvo arrastrado por el viento                                  |

Consecuentemente la composición elemental de las partículas es similar a la respectiva de la corteza terrestre: elevados contenidos de aluminio (Al), calcio (Ca), silicio (Si) y oxígeno (O), en sales de aluminosilicatos.
En el aire cercano a la superficie de los océanos, los contenidos de cloruro de sodio (NaCl: sal común) sólido son elevados, ya que el aerosol marino suministra partículas de NaCl, por evaporación del agua de mar. El polen emitido por las plantas también contiene partículas gruesas, en el rango de 10 a 100 µm (micrómetros). Por dimensiones, la mayor parte de las partículas de cenizas volcánicas son gruesas.
La fuente de las partículas gruesas, incluidas las naturales –como las de erupciones volcánicas– y las causadas por actividades humanas –cultivo de la tierra, trituración de canteras, etcétera– proviene de la parte superficial del suelo y de las rocas, que levanta el viento. En muchas regiones las partículas gruesas son químicamente básicas, lo cual denota que se han originado de carbonato de calcio y de otros minerales de pH básico existentes en el suelo.

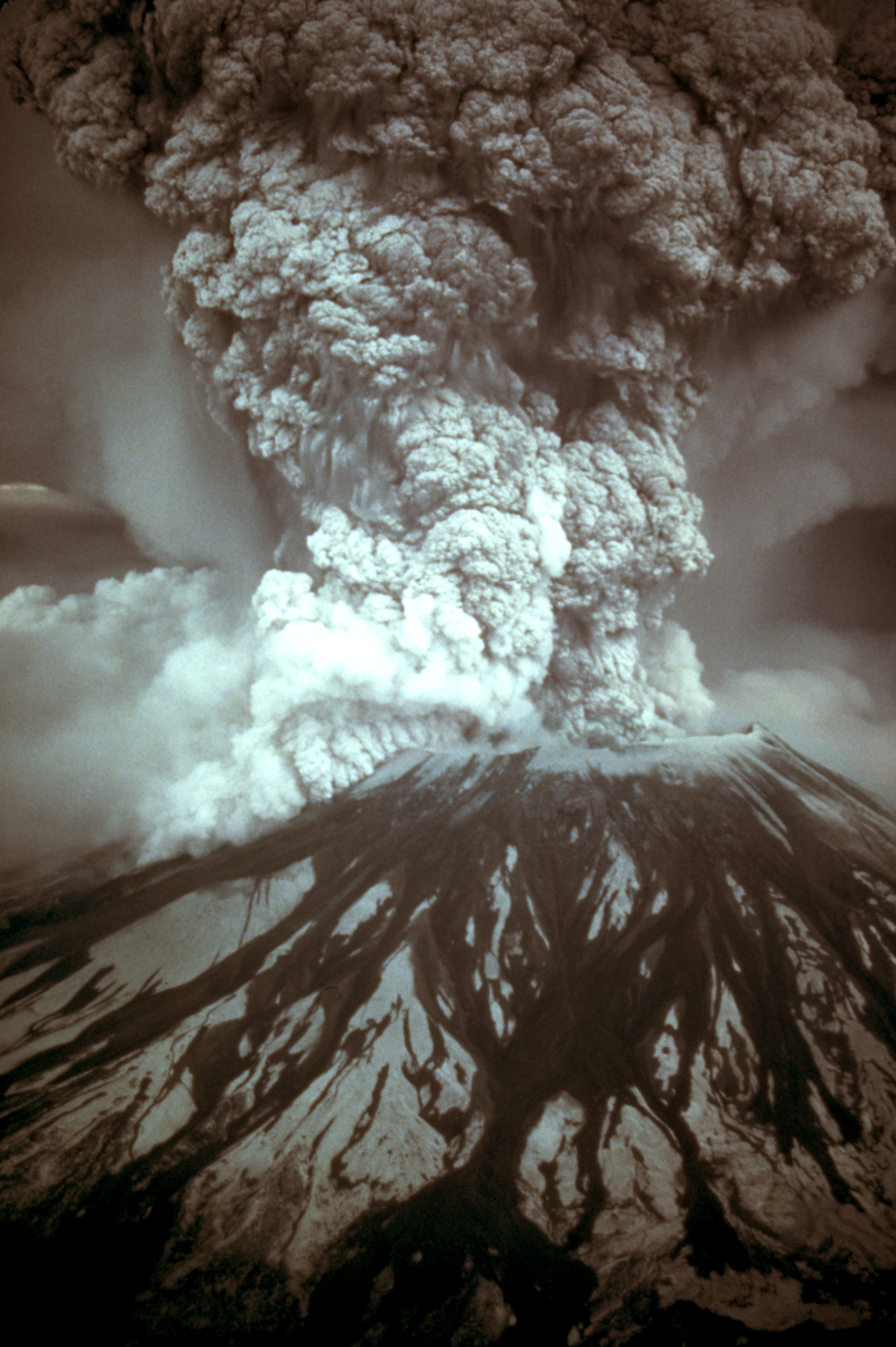
Emisión de partículas por la erupción volcánica del Mount St. Helens el 18 de mayo de 1980.

Opuestamente al origen de las partículas gruesas, que resultan principalmente de ruptura de otras más grandes, las finas se generan, primordialmente, por reacciones químicas y de condensación de materias más pequeñas, incluidas moléculas en estado de vapor. El contenido orgánico medio en las partículas finas es, por lo general, mayor que en las grandes. Por ejemplo, la combustión incompleta de combustibles a base de carbono, como el carbón mineral o el vegetal, el petróleo, la gasolina y el diésel, generan muchas partículas pequeñas de hollín, que son principalmente cristales de carbono. Las partículas finas también contienen metales pesados.
En consecuencia, una de las fuentes de las partículas atmosféricas carbonosas, tanto finas como gruesas, son los gases de escape de vehículos, en especial de los que funcionan con diésel. Otro tipo de importantes partículas finas suspendidas en la atmósfera está constituido dominantemente por compuestos inorgánicos de azufre y de nitrógeno.
Las especies de azufre se originan del gas dióxido de azufre (o anhídrido sulfuroso: SO2), generado en fuentes naturales (volcanes) y por polución en centrales de energía y en fundiciones. En el transcurso de horas a días, este gas se oxida a ácido sulfúrico (H2SO4) y a sulfatos, en el aire. El H2SO4 se desplaza en el aire no como gas, sino en pequeñas gotas de aerosol, ya que le es propia mucha avidez por las moléculas de agua.

## Índices de calidad del aire de materia particulada
Los organismos gubernamentales de muchos países están controlando los valores de PM10 (o PM10), es decir el contenido total de partículas de tamaño inferior a 10 µm, que corresponden a todo el rango de partículas finas pequeñas, denominadas «partículas inhalables».
Un valor típico de PM10 en un núcleo urbano es de 30 µm/m³ (micrómetros por metro cúbico). En la actualidad los legisladores utilizan el índice «PM 2,5», que incluye solo las partículas finas, también conocidas como «partículas respirables».
El término «ultrafino» se aplica a las partículas de diámetros muy pequeños, normalmente menores que 0,05 µm.
- Reducción de la:

1. Claridad visual
2. Visibilidad a largas distancias
3. Cantidad de luz que llega al suelo

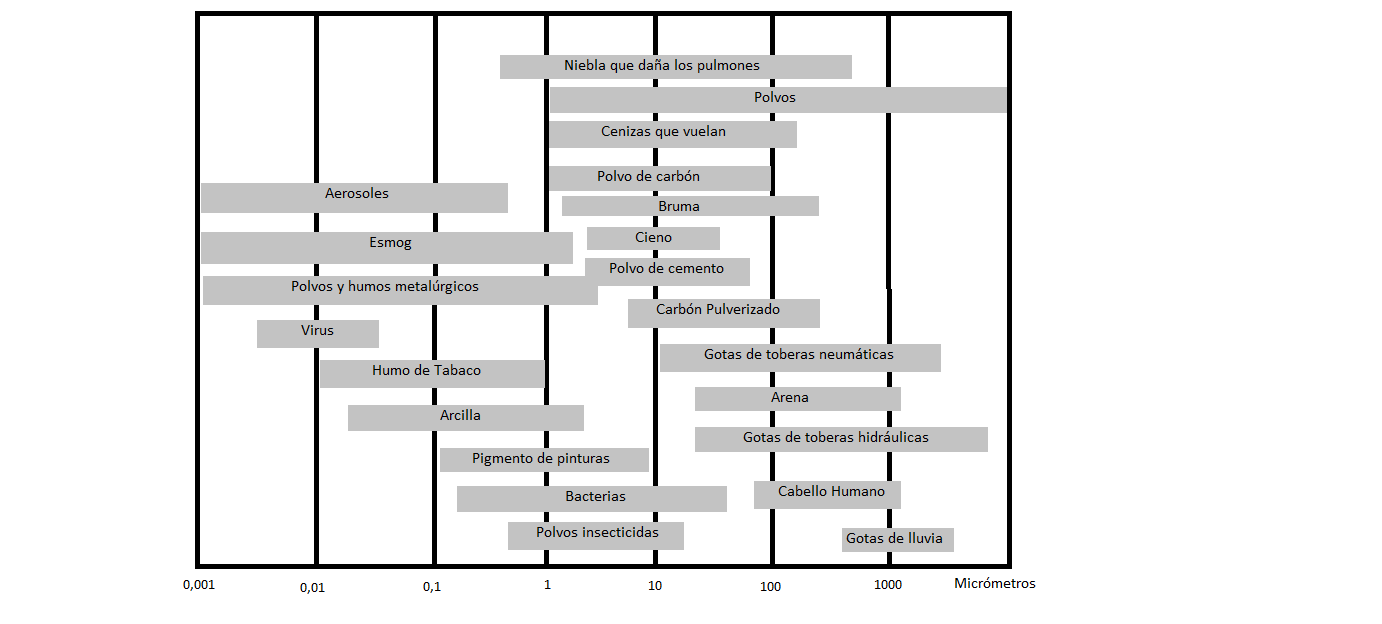
Tabla 1. Distribución de partículas en el aire; medidas en micrómetros.

## Distribución de partículas
Las características comunes de las partículas son ocho: tamaño, distribución de tamaños, forma, densidad, adhesividad, corrosividad, reactividad y toxicidad. La más importante es la distribución de tamaños. Por lo general, como medida del tamaño se utiliza el diámetro aerodinámico de las partículas.
Esta dimensión se mide comúnmente en micrómetros (10-6 m). La unidad de medida mencionada recibe también el nombre de micra. Es muy adecuada para la descripción de la contaminación por partículas, porque los diámetros de muchos de estos corpúsculos –que permanecen suspendidos en el aire e implican peligro– varían de 0,1 a 10 µm.
Las partículas mayores tienden a asentarse rápidamente, por lo cual no causan graves afecciones a la salud humana. En la tabla 1 hay una presentación de las características de distribución de tamaño. Las partículas comprenden cinco órdenes de magnitud, desde micrómetros hasta metros.

## Clasificación de las partículas suspendidas en el aire
Aunque pocas de las partículas suspendidas en el aire son de forma exactamente esférica, es conveniente y convencional considerar que todas ellas lo fueran. El diámetro mayor de las partículas es su propiedad más importante. A partir de esta equivalencia a métrica se denomina «PM-10» a las partículas de diámetros inferiores a 10 µm, y «PM-2,5» a las de diámetros inferiores a 2,5 µm.
Cualitativamente las partículas individuales se clasifican como:
- Gruesas, las de diámetros superiores a 2,5 µm
- Finas, las de diámetros inferiores a 2,5 µm

En la tabla siguiente se representan algunos ejemplos de partículas.
| Descripción del grupo | Composición                                                                                | OMS     | USEPA  |
| --------------------- | ------------------------------------------------------------------------------------------ | ------- | ------ |
| Gruesas               | Polvo, tierra, depósito                                                                    | >2,5 µm | >10 µm |
| Finas                 | Aerosoles, partículas de combustión, vapores de compuestos orgánicos condensados y metales | <2,5 µm | <10 µm |

## Tipos principales de partículas atmosféricas

### Materia mineral
La génesis de partículas y minerales se origina por acción de los vientos sobre la superficie terrestre, mediante emisiones en desplazamiento. La mayor extrusión a escala global de este tipo de partículas ocurre en regiones áridas o semiáridas. Aunque la mayor exhalación de material particulado mineral sucede en áreas desérticas como el norte de África, Oriente medio y Asia central, es importante resaltar que tal fenómeno es también significativo a escala local en regiones semiáridas.
La distribución granulométrica de este tipo de partículas tras su emisión en el área fuente es relativamente constante. Se concentra principalmente en tres modalidades de diámetros: 1,5-6,7-14,2 µm. Estas partículas se caracterizan por granulometría gruesa (referida a contenidos másicos de material particulado). La abundancia relativa de partículas de cada modalidad depende de la velocidad del viento, de modo que a bajas velocidades se provoca resuspensión de las partículas de mayor diámetro, y al incrementar la velocidad se emiten las partículas de menor diámetro.
Al margen de la intensidad de la velocidad del viento, la emisión de las partículas de origen mineral depende, entre otros factores del suelo, de los siguientes:
- Superficie
- Humedad
- Cobertura vegetal

Las composiciones química y mineralógica de estas partículas varían de una región a otra según las características y la composición de los suelos, que generalmente está constituida por calcita (CaCO3), cuarzo (SiO2), dolomita [CaMg(CO3)2, o bien CaCO3 • MgCO3], arcillas (sobre todo caolinita e illita) y cantidades inferiores de sulfato cálcico (CaSO4•2H2O: yeso) y óxidos de hierro (Fe2O3: hematita), entre otros.
El origen de estas partículas es primario, ya que se emiten directamente a la atmósfera. A pesar de que la mayor parte de las emisiones de material mineral es de origen natural, es necesario considerar la existencia de una cantidad limitada de fuentes de material particulado mineral de origen antropogénico.

### Aerosol marino
El aerosol marino es el segundo tipo de partículas importante en cuanto a monto de emisiones a escala global. Su composición química deriva de su fuente de origen: el agua de mares y océanos. Al igual que el material particulado mineral, el origen de las partículas de aerosol marino es en su mayoría natural, y se emite directamente a la atmósfera (partículas primarias).
Existen dos fenómenos principales de formación de este tipo de partículas:
- Ruptura de burbujas de aire que alcanza la superficie de los océanos
- Agitación de las superficies de los mares y océanos por acción del viento

Así, la cantidad de partículas de origen marino en la capa límite oceánica es directamente proporcional a la velocidad del viento. La ruptura de una única burbuja de aire en el océano puede generar hasta 10 partículas de aerosol marino.

## Efectos de las partículas
Como ya se mencionó en la parte introductoria, el interés por las partículas atmosféricas se debe a dos causas:
- Afectación del balance de la radiación terrestre
- Efectos nocivos sobre la salud. Las partículas penetran en los pulmones, los bloquean y evitan el paso del aire, lo cual conlleva:

1. Deterioro de los sistemas respiratorio y cardiovascular
2. Alteración de los sistemas de defensa del organismo contra materiales extraños
3. Daños al tejido pulmonar
4. Carcinogénesis
5. Mortalidad prematura

Un estudio de 2018 verificó que la exposición prolongada a la materia particulada PM2.5 causa demencia. Un incremento de exposición de un microgramo por metro cúbico en una década supone un incremento de un 1,3% en el diagnóstico de demencia.
Las personas más sensibles son quienes padecen afecciones pulmonares o cardiovasculares crónicas obstructivas, influenza (gripe) o asma, así como los ancianos y los niños. En 41 países de Europa en 2015 fallecieron prematuramente 422 000 personas por inhalación de estas partículas, el 81 % de los 518 700 muertos por la contaminación atmosférica ese año.
Además las partículas constituyen un problema ambiental. Por ejemplo el hollín puede absorber sobre su superficie irregular cantidades significativas de sustancias tóxicas. Las partículas de este contaminante son abundantes en los gases de escape y en los incendios. La quema de carbón origina hollín, además de SO2, cuyo aerosol del sulfato resultante, cuando hay niebla, se combina con el hollín y origina un «neblhumo» (smog) de consecuencias nocivas para la salud, especialmente en individuos con problemas respiratorios.
En 2021, en una publicación conjunta en el Journal Environmental Research, las universidades de Harvard, London College y Birmingham concluyeron que las partículas que viajan en los gases que recalientan el planeta causan el 20% de las muertes prematuras mundiales
Hay diferentes razones generales por las cuales se comprende por qué las partículas grandes son menos preocupantes –que las pequeñas– para la salud humana. Se debe a que:
- Las partículas gruesas se sedimentan rápidamente y se reduce la exposición a ellas por vía de inhalación.
- Cuando se inhalan, las partículas gruesas se filtran de manera efectiva en la nariz (gracias a los vellos nasales) y por la garganta. Generalmente no llegan a los pulmones. En cambio las partículas finas, al ser inhaladas, vía los pulmones (debido a lo cual se les denomina «respirables»), pueden adsorberse sobre las superficies de las células y, en consecuencia, afectar la salud.
- El área superficial por unidad de masa de las partículas grandes es menor que las correspondientes a las pequeñas. Por ello, gramo a gramo su capacidad de transportar gases adsorbidos a cualquier parte del sistema respiratorio, y allí catalizar reacciones químicas y bioquímicas es, por lo tanto, menor.
- Dispositivos como los precipitadores electrostáticos y los filtros precipitadores de polvo (saco de tela fina a cuyo través se fuerza a pasar el aire), utilizados para eliminar las partículas del aire, solo son eficientes para partículas gruesas.[15]

## Características de la corriente gaseosa
Son también muy importantes las características de la fuente gaseosa que contiene las partículas. Para evitar problemas en los dispositivos de control se deben conocer la temperatura y los contenidos de humedad y de gas. Comúnmente se utiliza un saco para controlar las partículas emitidas. Sin embargo en los meses fríos la temperatura del saco será menor que el punto de rocío de la corriente gaseosa.
En estas condiciones, dentro del saco se formará ácido clorhídrico (HCl) líquido, que ataca la estructura del saco, cuyo resultado es que su duración sea menor. Se debe hacer una acción correctiva para conservar el saco arriba del punto de rocío o eliminar el HCl de la corriente de gas.

## Equipos de control de partículas
Para el control de emisiones de partículas PM10 se emplean diferentes clases de equipos. A manera de resumen, a continuación se mencionan los métodos que se emplean en los dispositivos destacados.
- En un asentador por gravedad, el flujo de gas es más lento hacia abajo, de modo que la fuerza gravitatoria obliga el asentamiento de las partículas, según la ley de Stokes.
- El uso de un «ciclón» (separador ciclónico) provoca que el gas gire y que las partículas grandes se aceleren mediante un movimiento centrífugo hacia la pared exterior, donde se recolectan, y el gas limpio fluye hacia arriba. La ley de Stokes también controla este efecto.
- Una bolsa o un filtro de tela semejantes a una aspiradora grande. La corriente de aire se mueve a través del filtro de tela, que atrapa las partículas en un lado. Ocasionalmente se debe agitar el filtro, a fin de limpiarlo para revertir el flujo de aire.
- En un precipitador electrostático se utiliza electricidad para atraer partículas y efectuar su recolección. La corriente de gas pasa a través de un campo eléctrico que carga a las partículas. Ya cargadas, a éstas las atrae una placa de carga eléctrica opuesta, sobre la cual se recolectan. A estas placas también se les ha de limpiar o de reemplazar periódicamente.
- Un cepillo húmedo emplea una corriente de neblina que fluye en sentido contrario a la corriente de gas. Las partículas chocan y se interceptan sobre las gotas de agua, las cuales, por gravedad, se recolectan para su reutilización o para desecharlas.

En general, los dispositivos mecánicos de control son de menor costo, pero tan eficientes como los de transferencia de masa. Cada sistema de aire se debe tratar de manera particular, lo cual requiere diseño de un dispositivo de control específicamente para él.